# エルビス・タイオネ
エルビス・タイオネ（Elvis Taione、1983年5月25日 - ）は、トンガのラグビーユニオン選手。

## プロフィール
- トンガ・ヌクアロファ出身[1]。
- ポジションはフッカー(HO)。
- 身長 180cm、体重 112kg
- トンガ代表キャップは29（2025年5月現在）でワールドカップ2015のトンガ代表に選ばれた[2]。

## 略歴
マンリー・マーリンズ、ワラターズ、ウェスタン・フォース、ジャージー・レッズ、エクセター・チーフス、オスプリーズを経て、2023年、トーントンRFCに加入。